# 牧場物語 つながる新天地
『牧場物語 つながる新天地』（ぼくじょうものがたり つながるしんてんち）は、2014年2月27日にマーベラスAQLから発売されたニンテンドー3DS用ゲームソフト。

## 概要
『牧場物語シリーズ』のニンテンドー3DS向けタイトル第2作。「樫の木タウン」という町で主人公が牧場生活を体験するという内容。
シリーズ初の要素としてプレイヤーキャラ以外の牧場主が登場する。またゲーム内の諸外国との貿易要素や、3DSの通信機能により他のプレイヤーの牧場をプレイできるなど、タイトルの「つながる」が示すようにオフラインとオンラインの両面で外の世界へリンクするゲームデザインがアピールされている。
任天堂の『マリオシリーズ』とコラボレーションしており、同シリーズのアイテムが収穫作物として登場する。

## キャラクター

### プレイヤーキャラクター
主人公（男性）
デフォルトネームは「イブキ」。アウトドアを好み、好奇心旺盛な少年。
主人公（女性）
デフォルトネームは「ミノリ」。動物や植物の育成を好む、純真な少女。小説版での主人公。

### 結婚候補・女性
リーリエ
モーリスの娘で、天気予報や子供番組で活躍しているテレビタレント。明るく子供好き。
アンジェラ
ベロニカの娘で、診療所で看護師として働く。性格は理知的で頭の回転も速い。
イリス
小説家としても活躍するミステルの姉。サバサバした性格。
メノウ
サファリのレンジャーを務める動物好きの少女。優しい性格だが行動派の一面も。
エリーゼ
牧場主の1人。大金持ちの我儘お嬢様。
リコリス
クールな植物学者。『牧場物語 ふたごの村』からの出張キャラクター。

### 結婚候補・男性
レーガ
真面目で明朗快活なレストランの料理人。小説版でのメインヒーロー。
クラウス
調香師の男性。大人の落ち着きと包容力を持ち周囲からの信頼も篤い。
ミステル
アンティークショップを経営するイリスの弟。姉に似てさっぱりした性格で、常に紳士的に振る舞う。
ナディ
旅の造園師。ぶっきらぼうな性格だが繊細な一面も。台詞には独特の訛りがあり、会話の最後の文字がカタカナになっている。
フリッツ
牧場主の1人。ポジティブでお人好しな少年。考えて行動するのが苦手。
カミル
寡黙なフラワーアーティスト。リコリスと同じく『牧場物語 ふたごの村』からの出張キャラクター。

### 町の住人
エッダ
牧場主の1人。人の良い老婆。
ジョルジュ
牧場主の1人。牧場経営のイケメンスペシャリスト。「美しい牧場経営」が信条。特に花を栽培している。
ベロニカ
行商人を纏めるギルドマスター。ゲームのナビゲーター役でもある。
ゲイザー
町の大工。
クロン
ゲイザーの妻。大工屋の接客係。
モーリス
宿屋の主人。リーリエとメルティの父。
メルティ
モーリスの娘で、リーリエの妹。乙女チックな思考の持ち主で、「いつか白馬の王子様がやってくる」と本気で信じている。
オットマー
雑貨屋を営む老人。
ヨーナス
ギルドの従業員。かなり気弱で、マルゴットには頭が上がらない。
マルゴット
ヨーナスの妻で、同じくギルドの従業員。典型的な教育ママ。
ルッツ
ヨーナス夫妻の息子。勉強だけでなく色んな習い事をしている。
マリアン
診療所の医師。オネエ系の男性。診察だけでなく相談役もこなす。ジョルジュと共に「心と体よ美しくあれ同盟」を結成している。
マツバ
野菜ソムリエ。作物祭で審査員を務める。和装の男性。野菜を見ただけでその野菜を育てた人の顔まで分かるというすごいスキルを持っている。
サフラン
料理研究家。料理祭で審査員を務める。多忙な夫を喜ばせようと料理研究をしたことが高じて有名になった。彼女が手掛けた『作ってあげたいサフランめし』はベストセラーになっている。
ワンタタン
アニマルトレーナー。動物祭で審査員を務める。犬の着ぐるみ姿の人物。語尾に「ワン」を付けて喋る。
デル・コッサ
貴族である芸術評論家。ファッションショーで審査員を務める。世界のファッションの流行は彼に左右するといった噂を持つ。

### 精霊他
フラット
コロボックルたちのリーダー。帽子とアウターの色は赤。
ペス
京言葉を話すコロボックルの女の子。帽子とアウターの色はピンク。
モーラ
ぽっちゃりしたコロボックル。帽子とアウターの色はオレンジ。
クスト
熱血なコロボックル。信条は「熱血!努力!根性!」。帽子とアウターの色は青。
トルク
眼鏡をかけたコロボックルの女の子。ジャンル問わずあらゆる知識を有する頭脳の持ち主。帽子とアウターの色は紫。
女神ちゃま
新米の女神で、実力は低い。
魔女ちゃま
実力はあるが、子供っぽい一面のある魔法少女。